# سعدالدین عثمانی
سعدالدین العثمانی رهبر قبلی حزب عدالت و توسعه مغرب وزیر امورخارجه فعلی در مغرب است. وی سه دوره نماینده پارلمان بوده و سردبیر قبلی روزنامه التجدید می‌باشد.

## کارهاو پست‌ها
- الأمین العام حزب العدالة والتنمیة ۲۰۰۴.
- نماینده پارلمان ۱۹۹۷-۲۰۰۲، - ۲۰۰۲-۲۰۰۷.

## فعالیتها
- عضو دفتر دارالحدیث الحسنیة (۱۹۸۹).
- عضو مؤسس «الجمعیة المغربیة لتاریخ الطب».
- عضو مؤسس جامعه إسلامیة (۱۹۸۱-۱۹۹۱) عضو دفتر «لحرکة الإصلاح والتجدید» ۱۹۹۱-۱۹۹۶.
- عضو دفتر-حرکة التوحید والإصلاح (۱۹۹۶-۲۰۰۳).
- مدیر مسؤول مجلة «الفرقان» ۱۹۹۰ - ۲۰۰۳).
- مسؤول «منشورات الفرقان»
- مسئول صفحه روانشناسی جریدة الرایة - جریدة التجدید.

## نوشته‌ها
- فی الفقه الدعوی: مساهمة فی التأصیل-أربع طبعات، ط-۱-۱۹۸۹.
- فی فقه الحوار –طبعتان، ط۱ ۱۹۹۳-منشورات الفرقان.
- فقه المشارکة السیاسیة عند شیخ الإسلام ابن تیمة-ط-۱-۱۹۹۷-منشورات الفرقان.
- قضیة المرأة ونفسیة الاستبداد ط-۱-۱۹۹۸-منشورات الفرقان.
- طلاق الخلع واشتراط موافقة الزوج ط-۱-۲۰۰۲-منشورات الفرقان.
- تصرفات الرسول صلی الله علیه وسلم الإمامة: الدلالات المنهجیة والتشریعیة ط-۱-۲۰۰۳-منشورات الزمن.
- الطب العام بالمغرب مادة «بمعلمة المغرب» المجلد (۱۸) إنتاج الجمعیة المغربیة للتألیف والترجمة والنشر-الرباط-۱۴۲۴-۲۰۰۳.
- الطب النفسی بالمغرب مادة «بمعلمة المغرب» المجلد (۱۸) إنتاج الجمعیة المغربیة للتألیف والترجمة والنشر-الرباط-۱۴۲۴-۲۰۰۳.